# Jeffrey Donovan
Jeffrey T. Donovan (ur. 11 maja 1968 w Amesbury) – amerykański aktor filmowy, telewizyjny i sceniczny), także producent filmowy i reżyser.

## Życiorys
Po ukończeniu University of Massachusetts Amherst, kontynuował naukę na Uniwersytecie Nowojorskim. Studiował również w Bridgewater State College.
Debiutował rolą w filmie fabularnym Inside Out, a już w 1995 roku wystąpił w głównej roli w niezależnym dramacie kryminalnym Throwing Down, który został faworytem The Hamptons Film Festival.
W 2000 roku wcielił się w postać Jeffreya Pattersona, podejrzewanego o chorobę psychiczną mieszkańca prowincji, w horrorze Księga cieni: Blair Witch 2 (Book of Shadows: Blair Witch 2) Joego Berlingera. Po tej roli występował gościnnie w serialach telewizyjnych, takich jak Kameleon (The Pretender), Witchblade: Piętno mocy (Witchblade), Detektyw Monk (Monk), CSI: Kryminalne zagadki Miami (CSI: Miami) czy Prawo i porządek (Law & Order).
Grał także w filmach produkowanych dla telewizji oraz otrzymał główną rolę w niewyemitowanym serialu NBC Touching Evil (w którym towarzyszył Verze Farmidze). W 2003 roku, podczas Method Fest, za występ w dramacie Jasona Ruscio Sam & Joe otrzymał nagrodę dla najlepszego aktora drugoplanowego. Jako doktor Sloan występował w serialu Threshold.
Filmy kinowe z udziałem Donovana to Hitch: Najlepszy doradca przeciętnego faceta (Hitch, 2005), Come Early Morning (2006), Believe in Me (2006). Od 28 czerwca 2007 roku wciela się w postać Michaela Westena w serialu kryminalno-komediowym USA Network pt. Tożsamość szpiega (Burn Notice); poszczególne jego odcinki także wyprodukował.